# Hajmáskér
Hajmáskér (vyslovováno [hajmáškér]) je velká vesnice v Maďarsku v župě Veszprém, spadající pod okres Veszprém. Nachází se asi 10 km severovýchodně od Veszprému. V roce 2015 zde žilo 2 854 obyvatel. Dle údajů z roku 2011 tvoří 87,6 % obyvatelstva Maďaři, 2,4 % Romové, 1,1 % Němci, 0,2 % Srbové a 0,2 % Ukrajinci, přičemž 12,4 % obyvatel se k národnosti nevyjádřilo.
Vesnicí procházejí silnice 8214 a 8215. Sousedními vesnicemi jsou Gyulafirátót (součást Veszprému), Öskü a Sóly.